# Келленбах
Келленбах (нім. Kellenbach) — громада в Німеччині, розташована в землі Рейнланд-Пфальц. Входить до складу району Бад-Кройцнах. Складова частина об'єднання громад Кірн-Ланд.
Площа — 8,34 км2. Населення становить 250 ос. (станом на 31 грудня 2020).

## Галерея

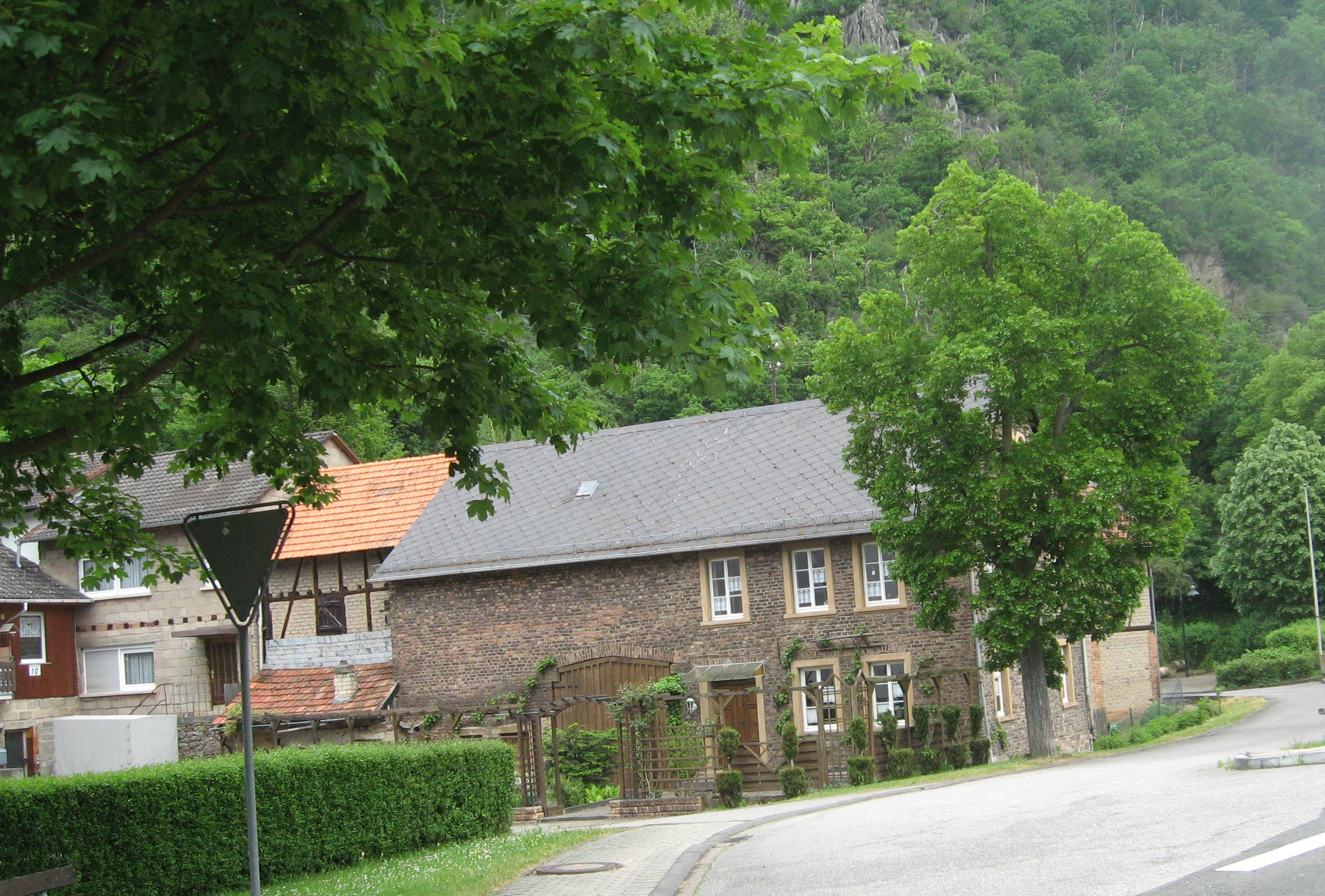
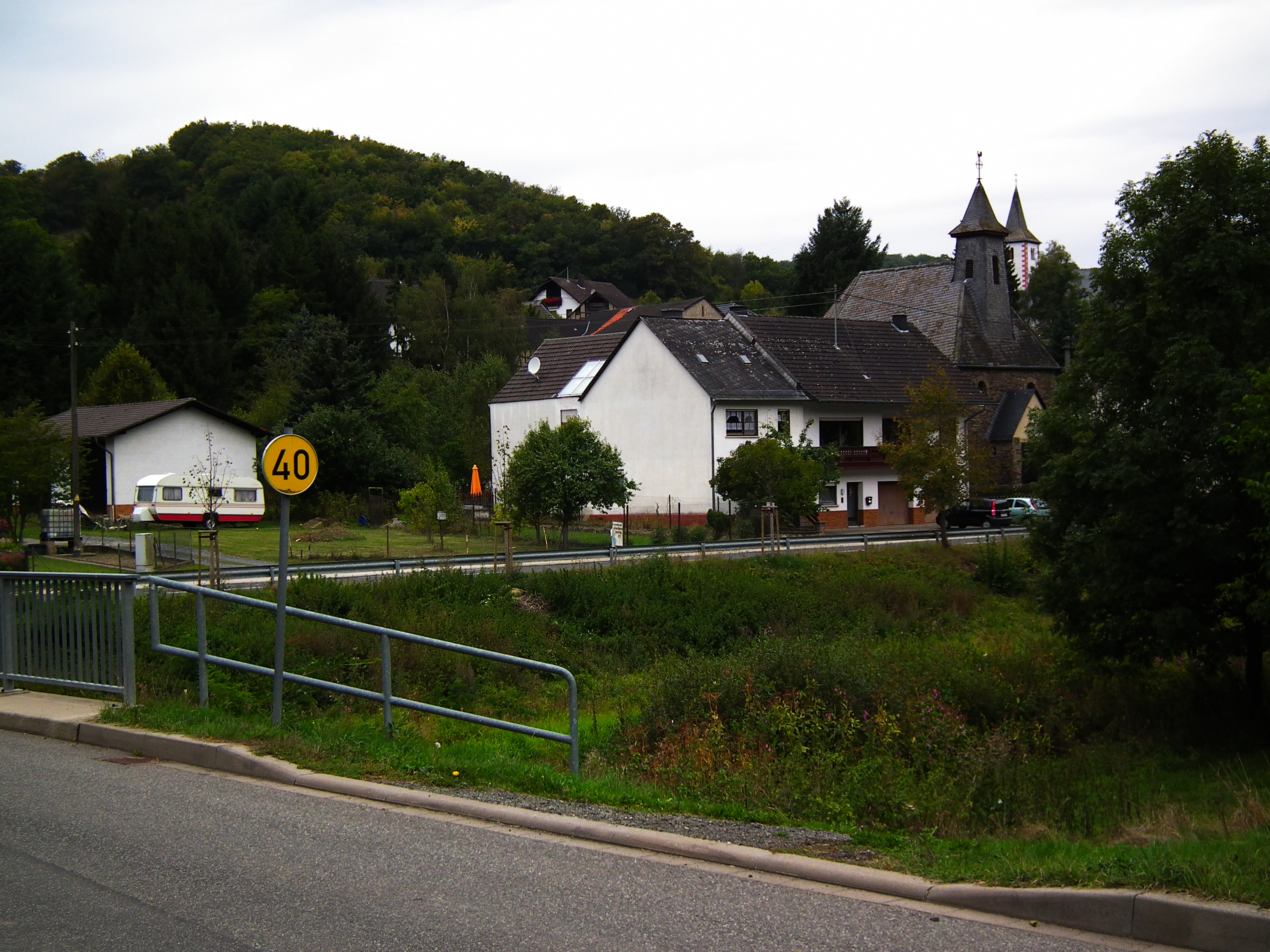
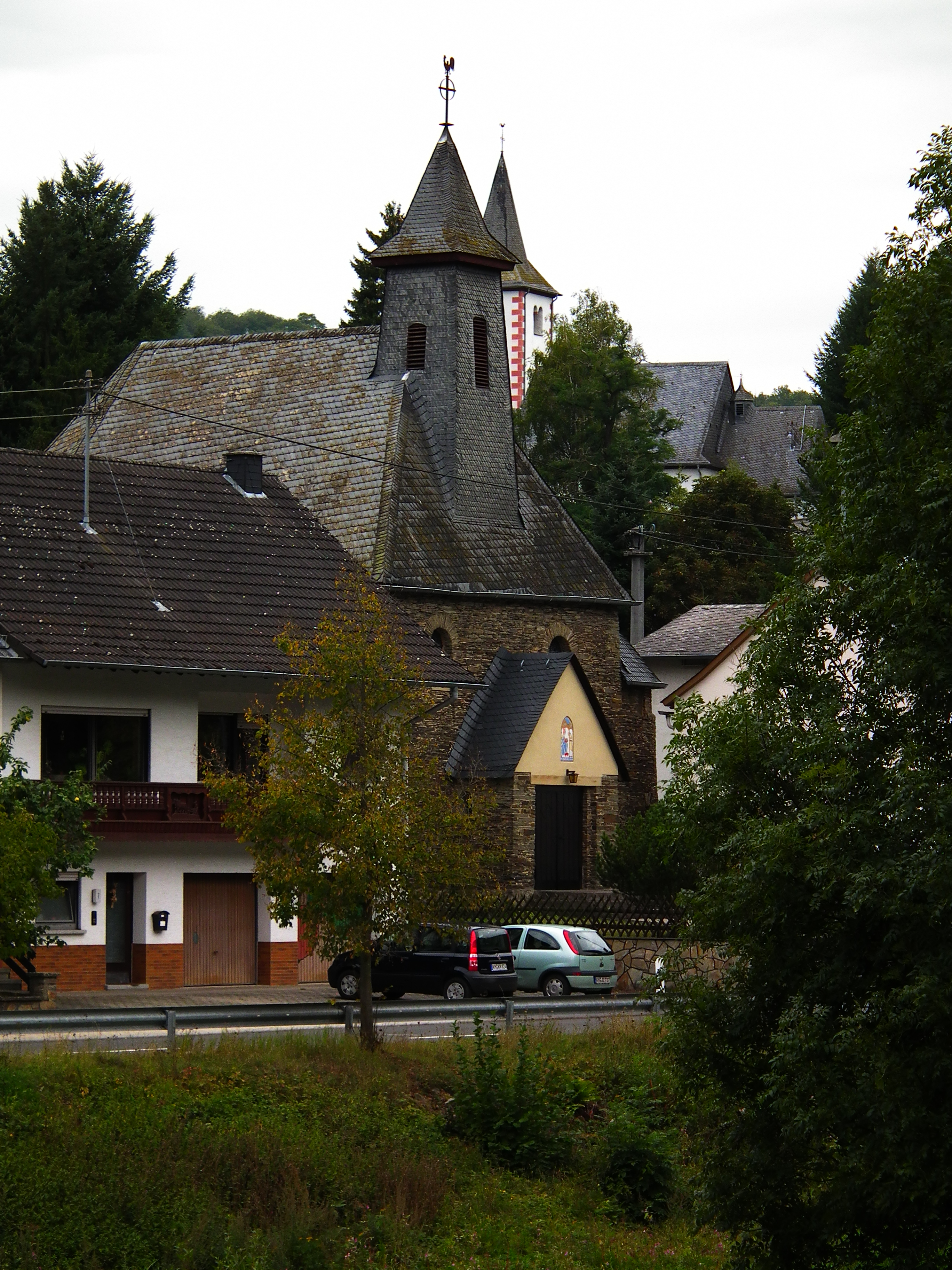
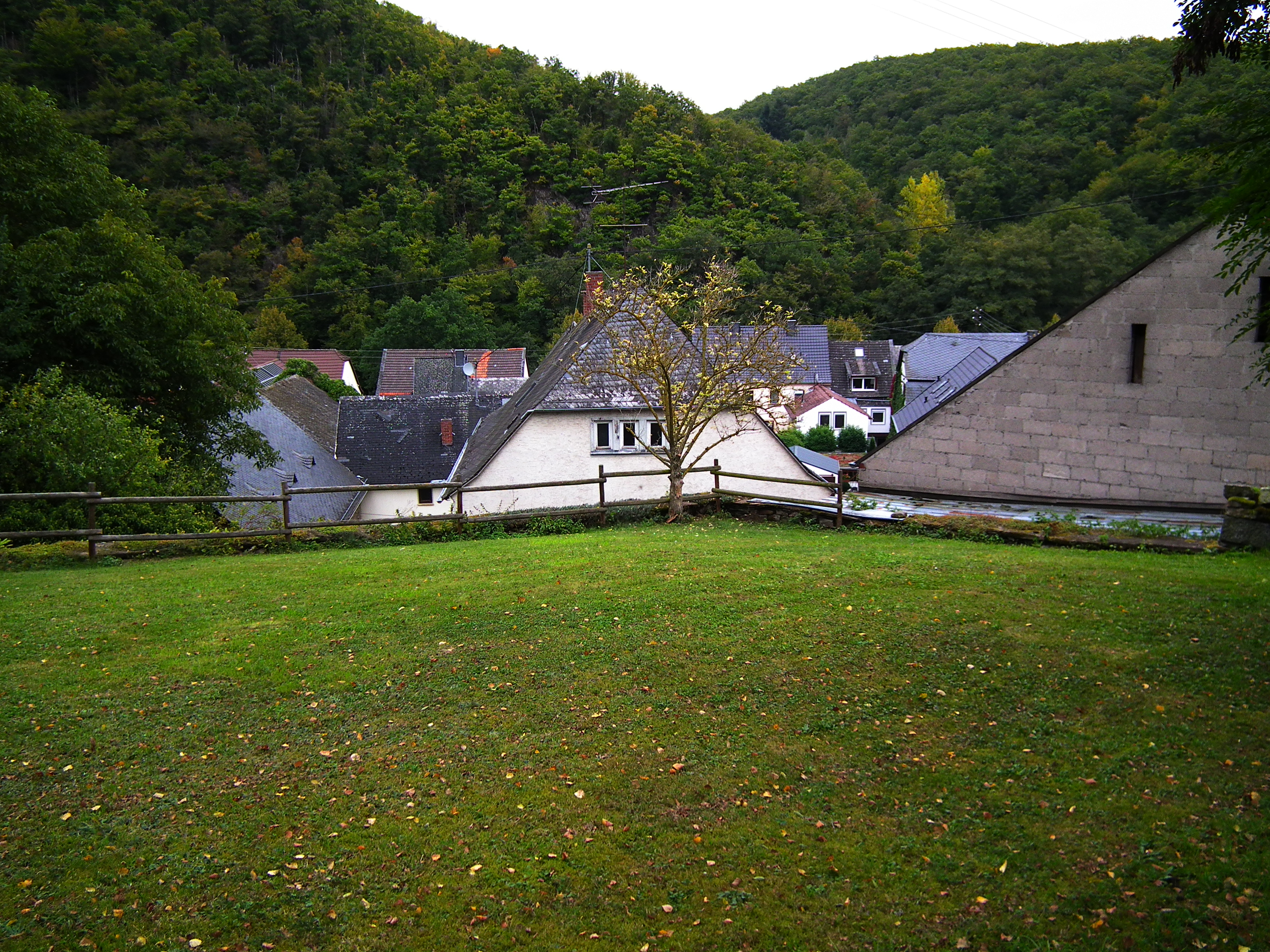